# Crinitz
Crinitz es una municipio del distrito de Elba-Elster, en la parte sur de Brandeburgo. (Alemania) y pertenece al Amt (Unión de municipios) de Kleine Elster (Niederlausitz) y está emplazado en el partido judicial de Massen-Niederlausitz.
- Datos: Q582057
- Multimedia: Crinitz / Q582057

1. ↑  Worldpostalcodes.org, código postal n.º 03246.